# Millingandi
Millingandi är en ort i Australien. Den ligger i kommunen Bega Valley och delstaten New South Wales, i den sydöstra delen av landet, omkring 360 kilometer söder om delstatshuvudstaden Sydney. Orten hade 519 invånare år 2021.